# KBR (entreprise)
Pour les articles homonymes, voir KBR.

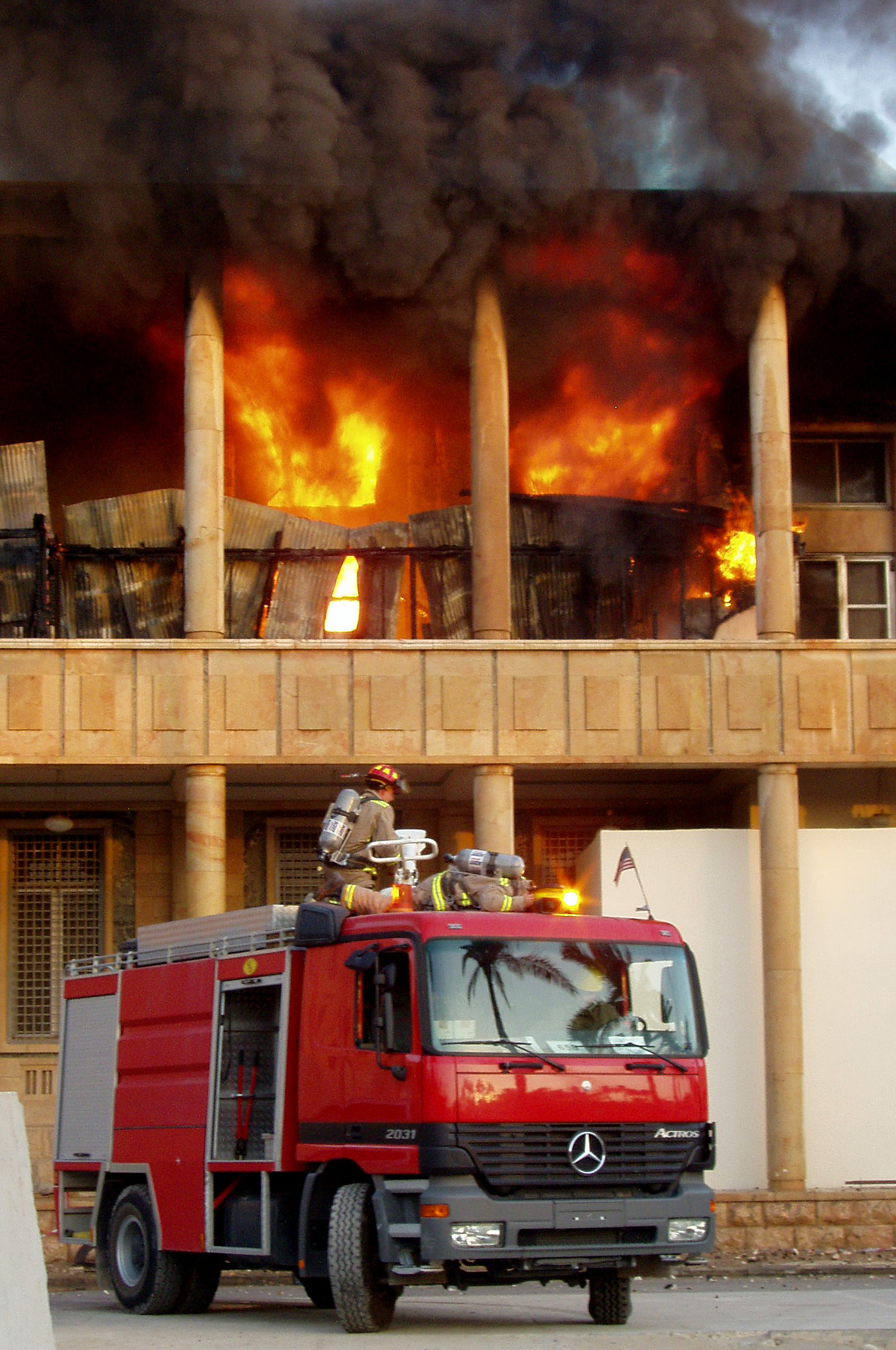
Incendie d'origine électrique le 23 août 2004 dans l'Ambassade des États-Unis en Irak. Le fourgon d'incendie Mercedes-Benz Actros appartient à KBR chargé alors de la lutte contre le feu dans la Zone verte.

KBR, Inc. (auparavant Kellogg Brown & Root LLC) (NYSE : KBR) est une firme d'ingénierie américaine offrant son expertise dans le domaine pétrolier et dans les procédés de synthèse industriels. En 2009, son siège social se trouve à Houston, Texas.
Lorsque Halliburton a acquis la société Dresser Industries en 1998, la division ingénierie de Dresser, The M. W. Kellogg Co., a été fusionnée avec la division de construction de Halliburton, Brown & Root, formant ainsi Kellogg Brown & Root.
KBR emploie en 2019 environ 37 500 personnes dans le monde entier (y compris dans ses coentreprises), dispose de plusieurs filiales dont KBRwyle, et a des clients dans plus de 75 pays et des activités dans 40 pays.
KBR se classait en 2023 au 35e rang mondial pour la production d'armement.

## Historique
En 2004, le juge Renaud Van Ruymbeke commence à enquêter sur les conditions d'obtention d'un projet de gaz naturel liquéfié au Nigéria remporté par Kellogg Brown & Root et trois autres entreprises. Le développement des enquêtes en France et aux États-Unis révèle un réseau de paiements entre 1994 et 2002 de 180 millions de dollars de dessous de table afin de remporter des contrats pour la construction de ce complexe d'un montant de 4 milliards de dollars dans le delta du Niger.
La société MW Kellogg faisait partie du programme de paiement suspecté au milieu des années 1990, bien que les paiements se soient poursuivis bien après l'absorption de Kellogg par Halliburton grâce à l'acquisition de la société mère de Kellogg, Dresser Industries, en 1998. Des responsables nigérians accusent la société d'avoir versé des pots-de-vin pour obtenir 6 milliards de dollars de contrats pour ce projet de gaz naturel liquéfié.
Fin 2010, Halliburton accepte de payer 35 millions de dollars au Nigeria pour régler les allégations de corruption qui ont conduit à des accusations contre l'ancien vice-président Dick Cheney et d'autres dirigeants. Dix personnes avaient été accusés de complot et de « distribution de gratifications à des fonctionnaires ». KBR avait plaidé coupable des accusations de corruption transnationale aux États-Unis l'année précédente et avait payé une amende pénale de 402 millions de dollars (dont 382 millions sont payés par Halliburton). KBR et Halliburton avaient également versé 177 millions de dollars aux États-Unis pour régler des plaintes civiles liées à la corruption,.

## Principaux actionnaires
Au 25 mai 2020.
| Capital Research & Management    | 14,4% |
| The Vanguard Group               | 9,56% |
| Massachusetts Financial Services | 5,68% |
| Frontier Capital Management      | 4,23% |
| Dimensional Fund Advisors        | 3,98% |
| BlackRock Fund Advisors          | 3,36% |
| Invesco Advisers, Inc.           | 3,33% |
| SSgA Funds Management, Inc.      | 3,22% |
| Fidelity Management & Research   | 3,00% |
| Capital Research & Management    | 2,81% |